# Liste von Skulpturen und Kleindenkmalen in der Südvorstadt (Dresden)
Diese Liste von Skulpturen und Kleindenkmalen gibt einen Überblick über die Skulpturen, Plastiken, Reliefs, Medaillons, Tafeln, Stelen und anderen Kleindenkmale in der Südvorstadt von Dresden, die in der Liste der Kulturdenkmale in der Südvorstadt (Dresden) nicht enthalten, aber trotzdem von allgemeinem Interesse sind, unabhängig davon, ob sie unter Denkmalschutz stehen oder nicht.
Dies ist eine Teilliste der Liste von Skulpturen und Kleindenkmalen in Dresden.

## Südvorstadt (Altstadt II)
| Bild  | Bezeichnung                              | Adresse/Lage                                                         | Beschreibung | Künstler                                                                                    | Jahr    |
| ----- | ---------------------------------------- | -------------------------------------------------------------------- | --- | ------------------------------------------------------------------------------------------- | ------- |
|       | Skulptur                                 | Altenzeller Straße (Lage)                                            | Skulpturen „Lineatur 27 und Lineatur 28“ vor dem Ehrenfried-Walther-von-Tschirnhaus-Gymnasium, Bernhardstr. 18                                                                                 | Jan Grossmann (* 1970)                                                                      | 2018    |
|       | Plastik                                  | Bergstraße 1–3 (Lage)                                                | Skulptur Primavera II (Frühling) | Małgorzata Chodakowska                                                                      |         |
|       | Plastik                                  | Bergstraße (Lage)                                                    | Bronzeplastik an der Neuen Mensa der TU Dresden: Stehender Knabe | Charlotte Sommer-Landgraf                                                                   | 1976    |
|       | Wandbild                                 | Bergstraße 51                                                        | Wandbild „Vegetative Formen“ (Keramik) in der Neuen Mensa der TU Dresden, Treppenaufgang | Rudolf Sitte                                                                                | 1981    |
|       | Wandbild                                 | Bergstraße 51                                                        | Wandbild „Raumflug und Kosmos“ (Acryl) in der Neuen Mensa der TU Dresden, Cafeteria | Jürgen Seidel                                                                               | 1979    |
|       | Relief                                   | Bergstraße 60                                                        | Putten-Reliefs am Haus Bergstr. 60 |                                                                                             |         |
|       | Wandbilder                               | Bergstraße 64                                                        | Wandbemalung „Fragmente der Technischen Revolution“ (2.400 m²) im Hörsaalzentrum der TU Dresden (HSZ), insgesamt 102 Tafelbilder, Acrylfassadenfarbe und Autolack auf Aluminiumblech           | Michael Fischer-Art                                                                         | 1998    |
|       | Plastik                                  | Bernhardstr. 18 (Lage)                                               | Plastik: Junge Naturforscher vor der Schule, Fritz-Löffler-Gymnasium Dresden | Walter Reinhold                                                                             | 1959    |
|       | Wandbild                                 | Bernhardstraße 36a (Lage)                                            | Wandbild „Kamenz“ am Wohnhaus Bernhardstraße 36a |                                                                                             | 1956    |
|       | Gedenkstein                              | Budapester Straße 30 (Lage)                                          | Gedenkstein an der ehemaligen Feldschlößchen-Brauerei (in Form eines römischen Straßenschilds)                                                                                                 |                                                                                             |         |
|       | Wandbild                                 | Budapester Straße 32 (Lage)                                          | Wandbild an der ehemaligen Feldschlößchen-Brauerei |                                                                                             |         |
|       | Wappen und Tafel                         | Dülferstr.                                                           | Wappen und Tafel am Rektorat der TU Dresden, Mommsenstr./Dülferstr., ehem. Haus der Burschenschaften                                                                                           |                                                                                             | 1925    |
|       | Wandbild                                 | Dülferstr.                                                           | Wandbild am Eingang zur Mensa der TU Dresden in der Dülferstr. |                                                                                             |         |
|       | Skulptur                                 | Einsteinstr. 9                                                       | Skulptur im Garten vom Haus (Gästehaus der TU Dresden) |                                                                                             |         |
|       | Relief                                   | Feldschlösschenstr. 16 (Lage)                                        | Portal-Inschrift an der alten Posthalterei |                                                                                             |         |
|       | Plastik                                  | Friedrich-List-Platz (Lage)                                          | Bronzeplastik Marie-Gey-Brunnen | Georg Wrba                                                                                  | 1911    |
|       | Relief                                   | Friedrich-List-Platz (Lage)                                          | Friedrich-List-Denkmal mit Reliefs zur Verkehrsgeschichte | Wilhelm Landgraf                                                                            | 1964    |
| fehlt | Wandbild                                 | Friedrich-List-Platz                                                 | Ornamentale Wandgestaltung (Keramik-Mosaik) in der HTW Dresden, Treppenhaus | Hermann Naumann                                                                             | 1961    |
|       | Skulptur                                 | Fritz-Foerster-Platz (Lage)                                          | Stahlskulptur: Mast mit zwei Faltungszonen vor der Neuen Mensa der TU Dresden | Hermann Glöckner, (Entwurf 1975)                                                            | 1984    |
|       | Skulptur                                 | Fritz-Foerster-Platz 2 (Lage)                                        | Skulptur aus Polymerbeton: Zweierbeziehung | Ulrich Eißner                                                                               | 2005    |
|       | Relief                                   | Fritz-Löffler-Str. 12 (Lage)                                         | Betonrelief zur Bauphysik | Elfriede und Siegfried Schade                                                               | 1966–71 |
|       | Relief                                   | Fritz-Löffler-Str. 12 (Lage)                                         | Betonrelief zur Kernphysik | Elfriede und Siegfried Schade                                                               | 1966–71 |
|       | Relief                                   | Fritz-Löffler-Str. 12 (Lage)                                         | Betonrelief zur Astrophysik | Elfriede und Siegfried Schade                                                               | 1966–71 |
|       | Relief                                   | Fritz-Löffler-Str. 18 (Lage)                                         | Reliefs am Studentenwohnheim zum Thema: Vier Elemente | Werner Hempel                                                                               | 1961    |
|       | Relief                                   | Fritz-Löffler-Str. 18                                                | Relief am Studentenwohnheim: Volkskunst | Reinhold Langner                                                                            | 1953–55 |
|       | Relief                                   | Fritz-Löffler-Str. 18                                                | Relief am Studentenwohnheim: Mußestunden nach der Arbeit (oder Sport und Freizeit) | Otto Rost                                                                                   | 1953–55 |
|       | Relief                                   | Fritz-Löffler-Str. 18                                                | Relief am Studentenwohnheim: Wissenschaftler und Künstler | Max Lachnit                                                                                 | 1953–55 |
|       | Relief                                   | Fritz-Löffler-Str. 18                                                | Relief am Studentenwohnheim: Das Leben auf dem Bau | Rudolf Wittig                                                                               | 1953–55 |
|       | Relief                                   | Fritz-Löffler-Str. 18                                                | Relief am Studentenwohnheim: Studenten im wissenschaftliche Leben oder Das Leben in den wissenschaftlichen Laboratorien der Hochschule                                                         | Herbert Naumann                                                                             | 1953–55 |
|       | Relief                                   | Fritz-Löffler-Str. 18 (Lage)                                         | Relief am Studentenwohnheim: Kunstdiskussion (im Foyer) | Friedrich Press                                                                             | 1953–55 |
|       | Relief                                   | Fritz-Löffler-Str. 18 (Lage)                                         | Relief am Studentenwohnheim: Zeit und Studium (Supraporte am Nebeneingang) | Rudolf Born                                                                                 | 1953–55 |
|       | Bild                                     | Fritz-Löffler-Str. 19 (Lage)                                         | Bild oberhalb des Eingangsportals der Russischen Kirche |                                                                                             |         |
|       | Bild                                     | Fritz-Löffler-Str. 19 (Lage)                                         | Christus-Ikone über dem Eingangsportal der Russischen Kirche |                                                                                             |         |
|       | Skulptur                                 | George-Bähr-Str. 1 (Lage)                                            | Putten am Beyer-Bau der TU Dresden |                                                                                             |         |
|       | Relief-Tafel                             | George-Bähr-Str. 3                                                   | Tafel zur Erinnerung an Richard Mollier am Mollier-Bau der TU Dresden | Werner Hempel                                                                               | 1963    |
|       | Büste                                    | George-Bähr-Str. 3c (Lage)                                           | Gustav-Zeuner-Denkmal |                                                                                             |         |
|       | Wandrelief                               | George-Bähr-Str. (Lage)                                              | Wandbild Christus an der ehem. Gefängniskirche des ehem. Landgerichts am Münchner Platz in Dresden                                                                                             |                                                                                             |         |
|       | Skulptur und Relief                      | George-Bähr-Str. (Lage)                                              | Hahn und Petrus am Giebel der ehem. Gefängniskirche des ehem. Landgerichts am Münchner Platz in Dresden                                                                                        |                                                                                             |         |
|       | Plastik                                  | George-Bähr-Str. (Lage)                                              | Bronzeplastik: Namenlos – ohne Gesicht zur Erinnerung an die Verfolgten des Stalinismus | Wieland Förster                                                                             | 1995    |
|       | Fries                                    | Georg-Schumann-Str./Nöthnitzer Str. (Lage)                           | Wandkeramik-Fries „Zur Elektrotechnik“ an der Außenwand am Heinz-Schönfeld-Hörsaal des Barkhausen-Baus der TU Dresden                                                                          | Kurt Wünsche und Harry Schulze                                                              | 1964    |
|       | Technisches Denkmal                      | Helmholtzstr. (Lage)                                                 | Gaskraftmaschine hinter dem Zeuner-Bau der TU Dresden |                                                                                             | 1880    |
|       | Technisches Denkmal                      | Helmholzstr. (Lage)                                                  | Getriebemodelle im Zeuner-Bau der TU Dresden |                                                                                             |         |
|       | Skulptur                                 | Helmholtzstr. 9 (Lage)                                               | Kinetische Skulptur „Terpsichore“ vor dem Görges-Bau der TU Dresden | Roland Phleps                                                                               |         |
|       | Sandstein-Skulpturen                     | Helmholtzstr. 9 (Lage)                                               | Sandstein-Skulpturen vor dem Görges-Bau der TU Dresden | Rebekka Schütz, Antje Naumann, Sophie Dietrich, Maximilian Werner, Lisi Tu und Leonard Lenk | 2015    |
|       | Plastik                                  | Helmholtzstr. 10 (Lage)                                              | Bronzeplastik vor dem Hülße-Bau der TU Dresden: Lesender Arbeiter | Ludwig Engelhardt                                                                           | 1961    |
|       | Relief                                   | Helmholtzstr. (Lage)                                                 | Relief am Merkel-Bau der TU Dresden (links): Maschinenwesen (Turbinen) | Max Lachnit                                                                                 | 1956–57 |
|       | Relief                                   | Helmholtzstr. (Lage)                                                 | Relief am Merkel-Bau der TU Dresden (rechts): Forscherinnen und Technik oder Frauen in Lehre und Forschung                                                                                     | Max Lachnit                                                                                 | 1956–57 |
|       | Plastik                                  | Helmholtzstr. (Lage)                                                 | Bronzeplastik: Jüngling mit Fisch vor dem Barkhausen-Bau der TU Dresden | August Schreitmüller                                                                        | 1953    |
|       | Skulptur                                 | Helmholtzstr. (Lage)                                                 | Skulptur Weiblicher Akt oder Sitzendes Mädchen, seitlich vom Barkhausen-Bau der TU Dresden | Viktoria Krüger                                                                             | 1957–58 |
|       | Fresko                                   | Helmholtzstr. (Lage)                                                 | Fresko am Eingang zur Alten Mensa der TU Dresden |                                                                                             |         |
|       | Skulptur Bär im Innenhof zur Alten Mensa | Helmholtzstr. (Lage)                                                 | Skulptur „Hockender Bär“ im Innenhof der Alten Mensa der TU Dresden | Viktoria Krüger                                                                             | 1955    |
|       | Relief                                   | Helmholtzstr. 20 (Lage)                                              | 4 Reliefplatten am Eingang vom Leibniz-Institut für Festkörper- und Werkstoffforschung (IFW Dresden): „Leben, Lehren, Forschen, Anwenden“                                                      | Peter Makolies                                                                              | 2006    |
|       | Relief                                   | Helmholtzstr. 20                                                     | 2 Reliefplatten am IFW Dresden (seitlich): 2 Reliefs (1950er Jahre) |                                                                                             |         |
|       | Relief                                   | Helmholtzstr. 20                                                     | 2 Reliefplatten am IFW Dresden (seitlich): 2 Reliefs (1950er Jahre) |                                                                                             |         |
|       | Mosaikpflaster                           | Helmholtzstr. 20 (Lage)                                              | Pflasterung vor dem IFW Dresden |                                                                                             |         |
|       | Skulptur                                 | Helmholtzstr. 20 (Lage)                                              | Sandsteinskulptur: Torso | Wolfgang Kuhle                                                                              | 1983    |
|       | Skulptur                                 | Helmholtzstr. 20 (Lage)                                              | Sandsteinskulptur: Schwimmer | Angelika Ullmann                                                                            | 1981    |
|       | Skulptur                                 | Helmholtzstr. 20 (Lage)                                              | Sandsteinskulptur: Liebespaar | Detlef Herrmann                                                                             | 1982    |
|       | Wandbild                                 | Hettnerstraße 1/3, Eingang George-Bähr-Str. (vor dem Hörsaal POT 81) | Wandbild „Wilhelm Pieck spricht zu den Studenten der TU Dresden“ im Treppenhaus vor dem Audimax des Potthoff-Baus der TU                                                                       | Alfred Hesse und Erich Gerlach                                                              | 1955    |
|       | Plastik                                  | Hettnerstraße 3 (Lage)                                               | Plastik des ehem. Flügelradbrunnens | Max Lachnit                                                                                 | 1957    |
|       | Skulptur                                 | Hochschulstr. 48 (Lage)                                              | Sandstein-Skulpturen: Stehende und 3 Torsi | Charlotte Sommer-Landgraf                                                                   |         |
|       | Skulptur                                 | Hochschulstr. 48                                                     | Holzskulptur |                                                                                             |         |
|       | Relief                                   | Hohe Str. 24 (Lage)                                                  | Kreuzigungsgruppe am Portal der ehem. Zionskirche (jetzt Lapidarium der Stadt) | Selmar Werner                                                                               |         |
|       | Lapidarium                               | Hohe Str. 24 (Lage)                                                  | Lapidarium vor der ehem. Zionskirche |                                                                                             |         |
|       | Plastik                                  | Hohe Str. 24                                                         | Bronzeplastik der Danaide an der ehem. Zionskirche (Lapidarium), urspr. in Niedersedlitz, danach an der Tharandter Str. (fehlt z. Z.)                                                          | Johannes Schilling                                                                          | 1898    |
|       | Plastik                                  | Hohe Str. 24 (Lage)                                                  | Stehender Jüngling (urspr. Prager Str.,z.Z.im Lapidarium der Stadt eingelagert) | Wilhelm Landgraf                                                                            | 1967    |
|       | Wandbild                                 | Kaitzer Str. 22 (Lage)                                               | Drahtbild – Zwei Tauben über dem Hauseingang |                                                                                             |         |
|       | Wandbild                                 | Leubnitzer Str. 23 (Lage)                                            | Wandbild in der Art von Pietra-dura-Arbeiten (aus farbigen Steinplättchen mit Bleirahmung) (links): Blumen                                                                                     |                                                                                             |         |
|       | Wandbild                                 | Leubnitzer Str. 23                                                   | Wandbild in der Art von Pietra dura-Arbeiten (aus farbigen Steinplättchen mit Bleirahmung) (rechts): Blumen                                                                                    |                                                                                             |         |
|       | Skulptur                                 | Leubnitzer Str. 28 (Lage)                                            | Skulptur an der Villa Möckel (rechts): Gotthilf Ludwig Möckel in altdeutscher Tracht |                                                                                             | 1877–78 |
|       | Skulptur                                 | Leubnitzer Str. 28                                                   | Skulptur an der Villa Möckel (links): Frau Möckel in altdeutscher Tracht |                                                                                             | 1877–78 |
|       | Skulptur                                 | Leubnitzer Str. 30 (Lage)                                            | Kopf im oberen Giebelfeld der ehemaligen Lingner-Villa |                                                                                             |         |
|       | Skulptur                                 | Liebigstraße 7 (Lage)                                                | Skulptur an der Villa Rübsamen |                                                                                             |         |
|       | Wappenbild                               | Liebigstraße 15a/17                                                  | Wappen (vermutlich Meißen) am Haus Liebigstraße 15a/17 über der Durchfahrt Eisenstuckstr. |                                                                                             |         |
|       | Gedenktafel                              | Liebigstraße 29 (Lage)                                               | Gedenktafel für Fritz Löffler vor dem Haus | Wieland Förster                                                                             | 1999    |
|       | Tafel                                    | Mommsenstr. (Lage)                                                   | Gedenktafel am Toepler-Bau der TU Dresden zur Erinnerung an die Wiedereröffnung der Technischen Hochschule Dresden im Jahr 1946                                                                |                                                                                             |         |
|       | Skulptur                                 | Mommsenstr. (Lage)                                                   | Metallskulptur an der Alten Mensa: Windkinetische Skulptur | Rolf Lieberknecht                                                                           | 2007    |
|       | Plastik                                  | Münchner Platz (Lage)                                                | Gruppenplastik Widerstandskämpfer in der Mahn- und Gedenkstätte im Georg-Schumann-Bau | Arnd Wittig                                                                                 | 1958–62 |
|       | Portal                                   | Münchner Platz 3 (Lage)                                              | Portal des ehemaligen Landgerichts Dresden |                                                                                             |         |
|       | Skulptur                                 | Münchner Platz 3 (Lage)                                              | Skulptur an der linken Seite des ehem. Landgerichts |                                                                                             |         |
|       | Skulptur                                 | Münchner Platz 3 (Lage)                                              | Skulptur an der rechten Seite des ehem. Landgerichts |                                                                                             |         |
|       | Stele                                    | Münchner Platz (Lage)                                                | Gedenkstele für Salvador Allende |                                                                                             |         |
|       | Klanginstallation                        | Nöthnitzer Str. 38                                                   | Klanginstallation im Max-Planck-Institut für Physik komplexer Systeme Dresden | Eckart Beinke                                                                               |         |
|       | Skulptur                                 | Nöthnitzer Str. 46                                                   | Skulptur „Biomorphe Skulpturen“ (Bubbles) im Informatik-Gebäude der TU Dresden (Andreas-Pfitzmann-Bau)                                                                                         | André Tempel                                                                                | 2006    |
|       | Skulptur                                 | Nürnberger Str. 28f/Liebigstr. (Lage)                                | Skulptur „Lesendes Mädchen“ neben der Bibliothek | Heinz Mamat (1930–2017)                                                                     | um 1958 |
|       | Skulptur                                 | Nürnberger Str. (Lage)                                               | Skulptur „Kleine Liegende“ am Nürnberger Ei (urspr. Leningrader Straße) | Christian Schulze (Bildhauer)                                                               |         |
|       | Formsteinwand                            | Nürnberger Str. Ecke Rugestr. (Lage)                                 | Ornamentale Formsteinwand (Klinkerwand) | Friedrich Kracht                                                                            | 1968    |
|       | Technisches Denkmal                      | Nürnberger Str. (Lage)                                               | Radsatz vor dem Gerhart-Potthoff-Bau der TU Dresden |                                                                                             |         |
|       | Relief                                   | Paradiesstr. 3/Zellescher Weg                                        | Brunnenskulptur am Haus Paradiesstr. 3 |                                                                                             |         |
|       | Wandbild                                 | Pestitzer Weg 1                                                      | Wandbild „Weitblick“ am Hochhaus Pestitzer Weg 1/Zellescher Weg | Strauss & Hillegaart                                                                        | 2003    |
|       | Wandbild                                 | Reichenbachstr. 1                                                    | Ornamentale Wandgestaltung (Keramik-Mosaik) in der Mensa des Studentenwerks, Reichenbachstr. 1 (Treppenhaus)                                                                                   | Wilhelm Lachnit                                                                             | 1959    |
|       | Plastik                                  | Schweizer Str. 4 (Lage)                                              | Bronzeplastik: Musizierender Kentaur mit Nymphe oder Satyrgruppe | Karl Schönherr                                                                              | 1971    |
|       | Plastik                                  | Schweizer Str. 7 (Lage)                                              | Bronzeplastik: Turnerin vor der 14. Grundschule | Herbert Burschik                                                                            | 1962    |
|       | Plastik                                  | Strehlener Platz (Lage)                                              | Bronzeplastik: Arbeiterstudent vor der ehem. Fachschule für Eisenbahnwesen (jetzt Berufsschule für Elektrotechnik)                                                                             | Max Piroch                                                                                  | 1958    |
|       | Wandbild                                 | Strehlener Platz 2                                                   | Wandbild „Flügelrad – Das Reichsbahnnetz“ (Meißner Porzellan, 1958) in der ehem. Fachschule für Eisenbahnwesen in Dresden (jetzt Berufsschule für Elektrotechnik)                              | Franz Nolde und Herbert Aschmann                                                            | 1958    |
|       | Plastik                                  | Teplitzer Str. 16 (Lage)                                             | Bronzeplastik: Dozent und Studenten oder Lehrende und Lernende vor dem Lehrgebäude am Weberplatz (urspr. Wigardstr.)                                                                           | Wolfram Hesse                                                                               | 1967–70 |
|       | Kartusche                                | Teplitzer Str. 16 (Lage)                                             | Wappen-Kartusche am Portal des Lehrgebäudes am Weberplatz (TU Dresden) |                                                                                             |         |
|       | Dachreiter                               | Weberplatz (Lage)                                                    | Dachreiter des Lehrgebäudes am Weberplatz (TU Dresden) |                                                                                             |         |
|       | Skulptur                                 | Weberplatz (Lage)                                                    | Skulptur (links): Bauernstudentin vor dem Lehrgebäude am Weberplatz (TU Dresden) | Gerhard Markwald                                                                            | 1953–55 |
|       | Skulptur                                 | Weberplatz (Lage)                                                    | Skulptur (rechts): Arbeiterstudent vor dem Lehrgebäude am Weberplatz (TU Dresden) | Wilhelm Landgraf                                                                            | 1953–55 |
|       | Plastik                                  | Wundtstr. 5 (Lage)                                                   | Bronzeplastik: Zwiesprache am Studentenwohnheim | Theo Balden                                                                                 | 1964    |
|       | Plastik                                  | Wundtstr. 5 (Lage)                                                   | Bronzeplastik: Ballspieler | Wilhelm Landgraf und Helmut Heinze                                                          | 1969–75 |
|       | Skulptur                                 | Wundtstr. 7 (Lage)                                                   | Stahlskulptur am Studentenwohnheim: „Durch die Wand“ | Frank Findeisen                                                                             | 2010    |
|       | Skulptur                                 | Wundtstr. 7 (Lage)                                                   | Stahlskulptur am Studentenwohnheim | Frank Findeisen                                                                             | 2010    |
|       | Stahlplastik                             | Zellescher Weg 12 (Lage)                                             | Assemblage Ulbricht-Kugel nach Richard Ulbricht vor dem Willers-Bau der TU Dresden, auch als „Die Heimkehr des Elefanten Celebes“ (für Max Ernst) bezeichnet, siehe Skulpturensammlung der SKD | Jürgen Schieferdecker                                                                       | 1984    |
|       | Stele                                    | Zellescher Weg (Lage)                                                | Stele auf dem Campus der TU Dresden |                                                                                             |         |
|       | Skulptur                                 | Zellescher Weg 12 (Lage)                                             | Sandstein-Skulptur am Willers-Bau der TU Dresden: Besinnung | Charlotte Sommer-Landgraf                                                                   | 1981    |
|       | Sonnenuhr                                | Zellescher Weg (Lage)                                                | Sonnenuhr am Willers-Bau der TU Dresden |                                                                                             |         |
|       | Büste                                    | Zellescher Weg 14                                                    | Erich-Trefftz-Büste im Recknagel-Bau der TU Dresden, Eingang A |                                                                                             |         |
|       | Relief                                   | Zellescher Weg 14/Haeckelstr. 3                                      | August-Toepler-Relief im Recknagel-Bau der TU Dresden, Eingang C |                                                                                             |         |
|       | Relief                                   | Zellescher Weg 14/Haeckelstr. 3 (Lage)                               | Relief mit Motiven aus der Korpuskular- und Wellentheorie am Portal (Eingang B, links) am Recknagel-Bau                                                                                        | Magdalene Kreßner                                                                           | 1957    |
|       | Relief                                   | Zellescher Weg 14/Haeckelstr. 3                                      | Relief mit Motiven aus der Korpuskular- und Wellentheorie am Portal (Eingang B, rechts) am Recknagel-Bau                                                                                       | Magdalene Kreßner                                                                           | 1957    |
|       | Relief                                   | Zellescher Weg 14/Haeckelstr. 3 (Lage)                               | Relief „Die vier Elemente in Natur und Technik“ mit ornamentalen Pflanzen- und Tiermotiven am Portal (Eingang C, links) am Recknagel-Bau                                                       | Wilhelm Landgraf                                                                            | 1956    |
|       | Relief                                   | Zellescher Weg 14/Haeckelstr. 3                                      | Relief „Die vier Elemente in Natur und Technik“ mit Motiven aus der angewandten Physik am Portal (Eingang C, rechts) am Recknagel-Bau                                                          | Wilhelm Landgraf                                                                            | 1956    |
|       | Relief                                   | Zellescher Weg 14/Haeckelstr. 3 (Lage)                               | Relief „Elementare Erscheinungen der Physik“ am Portal (Eingang D, links) am Recknagel-Bau | Rudolf Wittig                                                                               | 1957    |
|       | Relief                                   | Zellescher Weg 14/Haeckelstr. 3                                      | Relief „Elementare Erscheinungen der Physik“ am Portal (Eingang D, rechts) am Recknagel-Bau | Rudolf Wittig                                                                               | 1957    |
|       | Säule                                    | Zellescher Weg 14/Haeckelstr. 3 (Lage)                               | Vier Säulen zur Farblehre im Recknagel-Bau der TU Dresden, Eingang D (Erdgeschoss) | Hermann Glöckner                                                                            | 1957    |
|       | Plastik                                  | Zellescher Weg 14/Haeckelstr. 3 (Lage)                               | Nehru-Büste vor dem Recknagel-Bau der TU Dresden zwischen Eingang B und C | Shri Dharmender                                                                             | 1969    |
|       | Skulptur                                 | Zellescher Weg 14 (Lage)                                             | Skulptur vor dem Trefftz-Bau der TU Dresden: Bändigung des Wassers (urspr. Ostra-Allee) | Karl Lüdecke                                                                                | 1959–60 |
|       | Uhr                                      | Zellescher Weg 14 (Lage)                                             | Astronomische Uhr am Willers-Bau der TU Dresden | Friedrich Adolf Willers (Berechnung) Annemarie Willers (Gestaltung)                         | 1956    |
|       | Wandbild                                 | Zellescher Weg 12 (Lage)                                             | Sgraffito-Wandbild „Leibniz bei der Vorführung seiner ersten Rechenmaschine in der Royal Society London“ im Willers-Bau der TU Dresden, Eingang A                                              | Eva Schulze-Knabe                                                                           | 1955    |
|       | Plastik                                  | Zellescher Weg 19 (Lage)                                             | Bronzeplastik vor dem Andreas-Schubert-Bau der TU Dresden: Kraniche | Werner Scheffel                                                                             | 1956–58 |
|       | Gedenkstein                              | Zellescher Weg 19 (Lage)                                             | Gedenkstein für Prof. Andreas Schubert vor dem Andreas-Schubert-Bau der TU Dresden |                                                                                             |         |
|       | Skulptur                                 | Zellescher Weg 24                                                    | Holzstelen „Metamorphose“ vor dem Institut für Holztechnologie Dresden | Kerstin Vicent                                                                              | 2012    |
|       | Relief                                   | Zellescher Weg 24                                                    | Relief am Eingang zum Institut für Holztechnologie Dresden |                                                                                             |         |
|       | Relief                                   | Zellescher Weg 24                                                    | Reliefs am Seitengebäude des Instituts für Holztechnologie Dresden |                                                                                             |         |